# Hanami Planum
L'Hanami Planum è una struttura geologica della superficie di Cerere.